# بلقيس شرارة
بلقيس شرارة هي كاتبة وروائية من العراق، ولدت سنة 1933م في مدينة النجف.

## حياتها ونشأتها
تنتمي بلقيس شرارة إلى أسرة لبنانية الأصل استقرت في النجف العراقية مطلع العشرينيات من القرن العشرين، ولدت سنة صعود هتلر إلى زعامة الحزب النازي في ألمانيا، وهيمنة نوري السعيد على مفاصل الحكم في العراق، بعد وفاة الملك فيصل الأول. وهي ابنة محمد شرارة مدرس اللغة العربية، وانتقلت عائلتها إلى الناصرية عندما انخرط والدها في السلك التدريسي في ثانوية الناصرية الأمر الذي جعله يسجلها مع أختها في المدرسة ممّا اضطره إلى تكبير عمرها في دفتر النفوس. والدة بلقيس لم تكن معهم فجاءت عمتها خديجة شرارة من بيروت لتعتني بهم، وكانت نكسة في طفولتها عند غياب الأم، وتذكر بلقيس أن أصعب مشكلة واجهتها هي حفظ وتدبر  الآيات القرآنية عن ظهر قلب، وهذا أشعل النار في العائلة لأن والدها محمد شرارة أستاذ اللغة العربية يرى التقصير في هذه الأمور انتقاص بحقه.بدأت رحلة بلقيس السياسية من معاهدة بورتسموث عام 1948م، والتي ألزمت العراق بالوقوف إلى جانب بريطانيا ومنها انطلقت مظاهرة كبيرة مناهضة لهذه الاتفاقية وازدادت حدّتها بعد مقتل شقيق الشاعر الجواهري خرجت الثانويات كلها متظاهرة، فبدأت بلقيس بالانخراط في قضايا المجتمع، وذلك بحضور اجتماعات رابطة المرأة، وكان أول اجتماع لها عام 1950 في دار  الدكتورة نزيهة الدليمي ومنه خرجت متحمسة للنضال وتلبية نداء المقاومة والثورة. لم تخلُ بلقيس من خيبات الأمل ولا سيما عندما بعد تخرجها من المدرسة الثانوية، إذ أوقفت وزارة المعارف البعثات الجامعية عام 1951م فضاع حلمها في الدراسة بانكلترا متخصصة في الأدب الإنكليزي ممّا حدا بها الالتحاق بجامعة بغداد كلية الآداب قسم الإنكليزي، وشاركت في انتفاضة عام 1952م، بوصفها يسارية ناشطة مما عرّضها للاعتقال، فيما كان أبوها يقبع في السجن. بعد أن التقت المعمار العراقي المعروف رفعة الجادرجي العائد لتوه من لندن في الخمسينيات، تزوجا بعد أشهر من تعارفهما. وانخرطت بعد زواجها في أوساط النخبة العراقية، غير عارفة بالأعراف، فقد كانت أول امرأة تدخل مقهى للرجال، كما ستكون العصمة بيدها. هكذا ستمر عليها أسماء سيكون لها شأنها في حقول الأدب والعمارة والرسم، مثل جبرا إبراهيم جبرا، وبلند الحيدري، وجواد سليم، وفائق حسن، وقحطان المدفعي، ومحمود صبري، وإسماعيل الشيخلي، وعبد الرحمن منيف، وآخرين. هذا ما سينعكس على اهتماماتها الجديدة بتأثير مناخات زوجها المنفتحة على المعرفة بأطيافها المتعددة، وخصوصاً في مجال العمارة. شكّل هؤلاء طليعة الثقافة العراقية الجديدة بما سميّ مجموعة «الرواد».
بعد توالي المصائب والحروب في العراق، انتحرت شقيقة بلقيس حياة شرارة وابنتها مها، ومع سوء الأوضاع انتقلت هي وزوجها إلى أمريكا، ثم إلى إنجلترا ليستقرا في لندن. وفي العاشر من أبريل من عام 2020م، مات زوج بلقيس وهو رفعت الجادرجي نتيجة إصابته بفايروس كورونا في لندن عن عمر ناهز الأربعة وتسعين عاما.

## مؤلفاتها
«جدار بين ظلمتين» دار الساقي للطباعة والنشر، صدرت بتاريخ واحد مايو 2003م، في 350 صفحة.
- «محمد شرارة: من الإيمان إلى حرية الفكر» دار المدى للطباعة والنشر والتوزيع، صدرت في التاسع عشر من ديسمبر عام 2009م، في 460 صفحة.
- «الطباخ؛ دوره في حضارة الإنسان (التطور التاريخي والسوسيولوجي للطبخ وآداب المائدة)» دار المدى للطباعة والنشر والتوزيع، صدرت بتاريخ 8 نوفمبر 2012م، في 744 صفحة.
- «هكذا مرت الأيام» دار المدى للطباعة والنشر والتوزيع، صدرت بتاريخ 1 يناير سنة 2015م، في 408 صفحة.[5]